# Kruszwica (gmina)
Kruszwica – gmina miejsko-wiejska w Polsce, położona w województwie kujawsko-pomorskim, w powiecie inowrocławskim. W latach 1975–1998 gmina administracyjnie należała do województwa bydgoskiego.
Siedzibą gminy jest Kruszwica.
Według danych z 2010 roku gminę zamieszkiwało 20 038 osób. Natomiast według danych z 31 grudnia 2019 roku gminę zamieszkiwało 19 213 osób.

## Edukacja
- szkoły podstawowe:
  - Szkoła Podstawowa w Sławsku Wielkim
  - Szkoła Podstawowa im. Wincentego Witosa w Woli Wapowskiej
  - Szkoła Podstawowa im. Janusza Kusocińskiego w Polanowicach
  - Szkoła Podstawowa im. Armii Krajowej w Chełmcach
  - Szkoła Podstawowa im. Wojska Polskiego w Rusinowie
  - Szkoła Podstawowa w Sukowach
  - Szkoła Podstawowa w Popowie
  - Szkoła Podstawowa w Racicach
- gimnazja:
  - Gimnazjum nr 1 w Kruszwicy
  - Gimnazjum nr 2 w Kruszwicy
  - Gimnazjum nr 3 w Bachorcach
- szkoły ponadgimnazjalne:
  - Zespół Szkół Ponadgimnazjalnych w Kobylnikach

## Struktura powierzchni
Według danych z roku 2002 gmina Kruszwica ma obszar 262,19 km², w tym:
- użytki rolne: 81%
- użytki leśne: 4%.

Gmina stanowi 21,4% powierzchni powiatu.

## Demografia

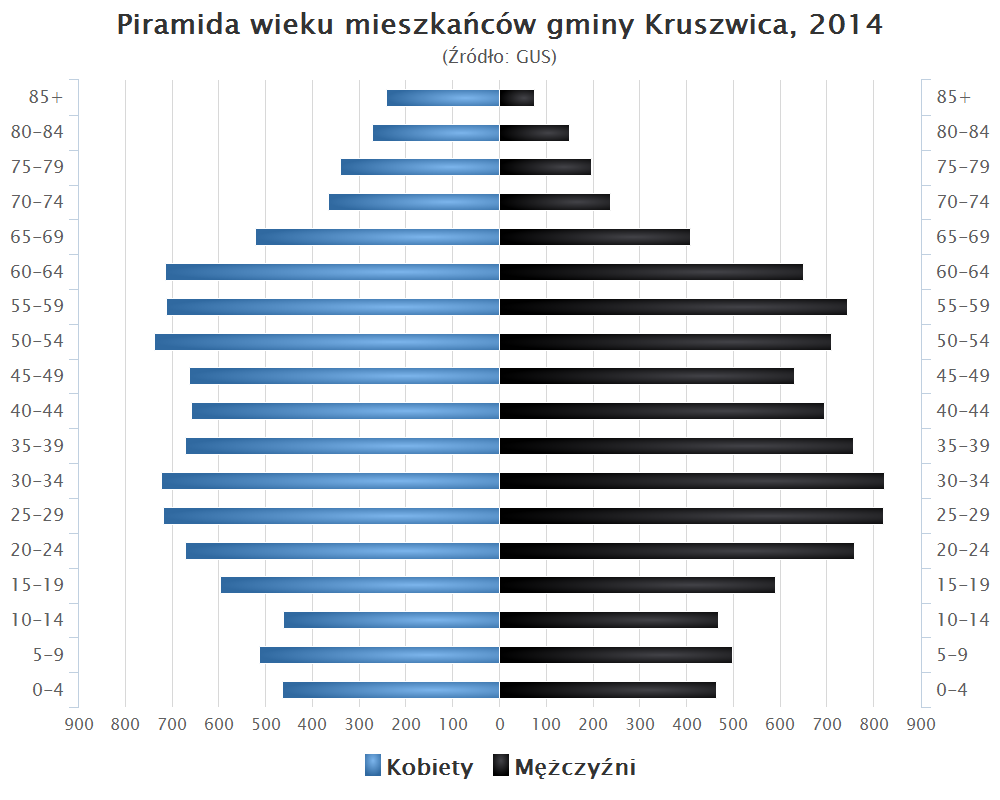
Piramida wieku mieszkańców gminy Kruszwica w 2014 roku

Dane z 30 czerwca 2004:
| Opis                              | Ogółem | Ogółem | Kobiety | Kobiety | Mężczyźni | Mężczyźni |
| --------------------------------- | ------ | ------ | ------- | ------- | --------- | --------- |
| jednostka                         | osób   | %      | osób    | %       | %         |           |
| populacja                         | 20 206 | 100    | 10 197  | 50,5    | 10 009    | 49,5      |
| gęstość zaludnienia (mieszk./km²) | 77,1   | 77,1   | 38,9    | 38,9    | 38,2      | 38,2      |

## Zabytki
Wykaz zarejestrowanych zabytków nieruchomych na terenie gminy:
- kościół parafialny pw. św. Katarzyny z 1843 w Chełmcach, nr A/1611 z 16.04.2012 roku
- drewniany wiatrak „koźlak” z XIX w. w Chrosnie, nr A/1340 z 4.12.2007 roku
- zespół dworski z drugiej połowy XIX w. w Głębokiem, obejmujący: dwór z 1913; park; kaplicę grobową, nr 140/A z 15.06.1985 roku
- zespół dworski w Gocanowie, obejmujący: dwór; park, nr A/208/1-2 z 15.05.1987 roku
- park dworski z drugiej połowy XIX w. w Janocinie, nr A/284/1 z 11.10.1991 roku
- park dworski z drugiej połowy XIX w. w Karczynie, nr A/280/1-3 z 07.10.1991 roku
- zespół pałacowy w Kobylnikach, obejmujący: pałac z ok. 1900; oficyny: (rządcówka i budynek biurowy) z przełomu XVIII/XIX w.; 2 spichrze z pierwszej połowy XIX w.; park z połowy XIX w., nr 93/A z 18.12.1981 roku
- dzielnica Starego Miasta w Kruszwicy, nr 365 z 17.09.1957 roku
- kolegiata pod wezwaniem śś. Piotra i Pawła z lat 1120-1130 w Kruszwicy, nr A/798 z 8.03.1933 i 268 z 17.06.1959
- kościół parafii pod wezwaniem św. Teresy z lat 1926-28 w Kruszwicy, nr A/1526 z 24.04.2009 roku
- ruiny zamku, tzw. Mysia Wieża z połowy XIV w. w Kruszwicy, nr A/866 z 09.02.1933 roku
- zespół dworski z drugiej połowy XIX w. w Lachmirowicach, obejmujący: dwór z 1866; park; spichrz; młyn[6], nr A/218/1-4 z 05.06.1987 roku
- kościół parafii pod wezwaniem św. Mateusza z XIV w. w Ostrowie, nr A/797 z 08.03.1933 roku
- zespół dworski z drugiej połowy XIX w. w Ostrówku, obejmujący: ruiny dworu ; park, nr 92/A z 18.12.1981 roku
- kościół parafialny pw. św. Marka Ewangelisty z 1838, wieża z 1910, w Polanowicach, nr A/1683 z 28.09.2015
- zespół pałacowy z końca XIX w. w Polanowicach, obejmujący: pałac; park, nr A/476/1-2 z 30.09.1996 roku
- kościół parafii pod wezwaniem św. Bartłomieja z 1760 roku w Sławsku Wielkim, nr A/796 z 09.03.1933 roku
- zespół dworski i folwarczny w Sukowach, obejmujący: dwór z końca XIX w.; park; folwark: oficyna, obecnie remiza strażacka z ok. 1915; oficyna, obecnie dom mieszkalny z ok. 1926; 2 magazyny zbożowe z początku XX w.; obora, obecnie magazyn zbożowy z ok. 1910, nr 183/A z 15.06.1986 roku
- drewniany kościół parafii pod wezwaniem św. Barbary z 1753 roku w Sukowach-Rechcie, nr A/826 z 16.07.1996 roku
- zespół dworski z drugiej połowy XIX w. w Szarleju, obejmujący: dwór; park; 2 stajnie; 2 obory; stodołę; spichrz, nr 169/A z 15.06.1985 roku
- zespół dworski w Żernikach, obejmujący: dwór z połowy XIX; park z końca XIX w., nr A/281/1-2 z 07.10.1991 roku.

## Sołectwa
Gmina ustanowiła 30 sołectw: Bachorce, Chełmce, Chełmiczki, Chrosno, Gocanowo, Gocanówko, Grodztwo, Janowice, Karsk, Kicko, Kobylnica, Kobylniki, Lachmirowice, Ostrowo, Papros, Piaski, Piecki, Polanowice, Popowo, Racice, Rusinowo, Rzepowo, Sławsk Wielki, Sokolniki, Sukowy, Szarlej, Tarnowo, Wola Wapowska, Wróble, Złotowo.

## Pozostałe miejscowości niesołeckie
Arturowo, Baranowo, Bródzki, Brześć, Cykowo, Giżewo, Gustawowo, Głębokie, Janikowo, Janocin, Karczyn, Kraszyce, Lachmirowicki Potrzymiech, Łagiewniki, Maszenice, Mietlica, Morgi, Orpikowo, Ostrówek, Przedbojewice, Rechta, Rożniaty, Rzepiszyn, Skotniki, Słabęcin, Tarnówko, Witowice, Witowiczki, Wolany, Zaborowo, Zakupie, Żerniki, Żwanowice.

## Sąsiednie gminy
Dąbrowa Biskupia, Dobre, Inowrocław, Jeziora Wielkie, Piotrków Kujawski, Radziejów, Skulsk, Strzelno.